# ボブ・ナッシュ
ボブ・ナッシュ（Robert Lee "Bob" Nash）こと、ロバート・リー・ナッシュ（Robert Lee Nash、1950年8月24日 - ）は、アメリカ合衆国コネチカット州ハートフォード出身の元プロバスケットボール選手・指導者。息子はボビー・ナッシュ。富山グラウジーズのヘッドコーチを務めた。

## 来歴
ハワイ大学卒業後の1972年にNBAのフェニックス・サンズよりドラフト全体9位指名を受け、交渉権をトレードされる形でデトロイト・ピストンズに入団。その後、ABAのサンディエゴ・コンキスタドアーズを経て、カンザスシティ・キングスでプレー。
引退後は1984年より母校であるハワイ大学のコーチに就任。2007年からはヘッドコーチ。
2010年、bjリーグ・埼玉ブロンコスのヘッドコーチに就任。12月から2011年1月にかけてチーム新記録の7連勝を達成したが、3月11日に東日本大震災が発生してチームは活動休止、自身もそのまま退任した。
2012年、富山グラウジーズのヘッドコーチに就任。
2012-13シーズン、チーム初のシーズン勝ち越しとプレイオフカンファレンスセミファイナル進出を達成。2013-14シーズンはさらに勝利数を増やし、カンファレンス1位となる。プレイオフでもカンファレンスセミファイナルを突破し、ファイナル4に進出し、最終順位は歴代最高の3位。2014-15シーズンはレギュラーシーズン5位でプレイオフ1回戦で敗退したが、2015-16シーズンはレギュラーシーズンで2シーズンぶりのカンファレンス1位で最優秀コーチ賞を受賞。プレイオフも勝ち抜き、富山を準優勝に導いた。
2017年オフ、契約満了につき辞任。
2018年7月、ライジングゼファー福岡のアソシエイトコーチに就任。10月22日、福岡は河合竜児ヘッドコーチを解任し、ナッシュが後任となった。シーズン終了をもって契約満了。